# قرار مجلس الأمن التابع للأمم المتحدة رقم 2736
قرار مجلس الأمن التابع للأمم المتحدة رقم 2736، المعتمد في 13 يونيو 2024، يطالب قوات الدعم السريع بوقف حصارها للفاشر، ويدعو إلى خفض التصعيد في الفاشر ومحيطها وسحب جميع المقاتلين الذين يهددون سلامة وأمن المدنيين، ويطالب جميع أطراف النزاع بالتزام القانون الدولي الإنساني.

## خلفية
اندلعت اشتباكات السودان في أبريل 2023، وأسفرت عن وقوع عدد كبير من الضحايا والكوارث الإنسانية، بما فيها مقتل 16650 شخصاً منذ بداية الصراع حتى 17 مايو 2024. بعد عدد من الاشتباكات والمعارك في محيط مدينة الفاشر، آخر مدينة كبيرة في إقليم دارفور الواقع غرب السودان لا تخضع لسيطرة قوات الدعم السريع، أحكمت القوات الحصار على المدينة في 13 أبريل 2024، وتبع ذلك ورود أنباء عن قتل عشوائي للمدنيين وتدمير البنية التحتية ومهاجمة منشآت الرعاية الصحية.

## التصويت
قدمت المملكة المتحدة مشروع القرار، واعتمد في 13 يونيو 2024 بعد تأييد 14 عضواً وامتناع روسيا عن التصويت.

## محتوى القرار
جاء في القرار ما يلي:
- مطالبة قوات الدعم السريع بوقف حصار الفاشر، والدعوة إلى وقف فوري للقتال وخفض التصعيد في الفاشر ومحيطها وسحب جميع المقاتلين الذين يهددون سلامة وأمن المدنيين.
- مطالبة جميع أطراف النزاع بأن تكفل الحماية للمدنيين، بما في ذلك السماح للمدنيين الراغبين في التنقل إلى مناطق أكثر أمناً داخل الفاشر وخارجها بالقيام بذلك.
- الدعوة إلى التنفيذ الكامل لمعاهدة جدة بشأن الالتزام بحماية المدنيين في السودان، وسماح أطراف النزاع وتيسيرها المرور السريع والآمن والمطرد للإغاثة الإنسانية للمدنيين، وملاحظة التدابير التي اتخذتها السلطات السودانية في هذا الصدد، والدعوة إلى إعادة فتح معبر أدري الحدودي لإيصال المساعدات الإنسانية.
- مطالبة جميع أطراف النزاع بالامتثال للقانون الدولي الإنساني، واحترام وحماية المرافق المدنية، بما فيها المستشفيات والمرافق الطبية والمدارس وأماكن العبادة، إضافة إلى العاملين في مجال تقديم المساعدة الإنسانية والعاملين في القطاع الطبي.
- دعوة أطراف النزاع إلى السعي نحو وقف فوري للأعمال العدائية يفضي إلى حل دائم للنزاع عن طريق الحوار.